# Matteo Pizzigallo
Matteo Pizzigallo (Martina Franca, 17 luglio 1950 – Roma, 19 luglio 2018) è stato uno storico e saggista italiano.

## Biografia
Nato a Martina Franca nel 1950, da genitori entrambi professori, di storia e filosofia il padre, di latino e greco la madre. Si è laureato a Roma, all'Università degli Studi di Roma "La Sapienza", nel luglio 1972 dove era stato allievo del grande storico della guerra d'Etiopia Renato Mori. Proprio all'Università degli Studi di Roma "La Sapienza" era entrato nel gruppo di giovani che ruotava intorno ad Aldo Moro. Lo statista ucciso dalle Brigate Rosse lo ricorda, insieme agli altri collaboratori, nelle sue Lettere dalla prigionia. Insegnò presso la Facoltà di Scienze Politiche dell'Università degli Studi di Bari Aldo Moro dal 1981 al 1992 e successivamente alla facoltà di Scienze Politiche dell'Università degli Studi di Napoli "Federico II", dove divenne professore ordinario di Storia dei Partiti e dei Movimenti Politici, nonché di Storia delle Relazioni Internazionali. Ha insegnato presso l'Accademia Aeronautica di Pozzuoli, alla Libera Università Maria Santissima Assunta e alla Scuola ufficiali carabinieri. È stato opinionista delle trasmissioni Rai Unomattina (Rai Uno-TG1) e Punto Europa (Rai Parlamento, in onda su Rai Due) e per Radio Vaticana e TV 2000. Si è occupato delle vicende della politica economica estera italiana, delle origini della politica petrolifera italiana dell'AGIP negli anni venti, trenta e nel periodo successivo alla seconda guerra mondiale, rivolgendo poi la sua attenzione alle relazioni dell'Italia con i paesi della sponda sud del Mediterraneo sostenendo la "diplomazia dell'amicizia" con i paesi arabi.
È stato fra i soci fondatori della Società Italiana di Storia Internazionale. Ha fatto parte del comitato scientifico della Fondazione MezzogiornoEuropa, fondata da Giorgio Napolitano. Presente in diversi comitati direttivi di riviste accademico-scientifiche come Processi Storici e Politiche di Pace, Rivista di Studi Politici e di Storia e Diplomazia, rivista del Ministero degli Affari Esteri e del comitato di consultazione del Ministero della Difesa per la preparazione del libro bianco.
Esperto di diplomazia economica e di politica mediterranea, è stato autore di numerose pubblicazioni tra monografie e saggi tradotti anche dall'inglese all'arabo.
È morto a Roma il 19 luglio 2018; le sue spoglie riposano a Roma nel cimitero del Verano, al primo gruppo monumentale. Il 5 agosto 2019, su iniziativa dell'amministrazione comunale di Martina Franca, è stata depositata una targa commemorativa nella via natia, a futura memoria e riconoscenza per il suo operato.

## Opere
- Alle origini della politica petrolifera italiana, Roma, 1980, Giuffrè Editore
- Mediterraneo e Russia nella politica italiana, Roma, 1983, Giuffrè Editore
- L'Agip degli anni ruggenti, Roma, 1984, Giuffrè Editore
- La politica estera dell'Agip, Roma, 1992, Giuffrè Editore
- Le risorse energetiche dalla stabilità alla crisi petrolifera, in V. Castronovo, Storia dell'economia mondiale, pp. 98-128, Roma-Bari, 2000, Laterza, ISBN 9788842062172
- Disarmo navale e Turchia nella politica italiana 1921-1922. Napoli, 2004, ESI, ISBN 978-8849507591
- La diplomazia dell'amicizia. Italia e Arabia Saudita, Napoli, 2004, ESI, ISBN 88-495-0044-0, RIYAD: Fondazione Re IBN SAUD (2005) in arabo.
- L'Italia e il riconoscimento della repubblica siriana,  2004, CLIO, p. 633-651, ISSN 0391-6731
- L'Italia e il mediterraneo orientale (1946-1950), Milano, 2004, Franco Angeli, ISBN 9788846460561
- Amicizie mediterranee e interesse nazionale (1946-1954), vol. 1, pp. 1-223, Milano, 2006, Franco Angeli, ISBN 9788846482792
- L'economia ionica e la nascita dell'Italsider di Taranto, in R. Nistri, Taranto, pp. 39-88, Taranto, 2007, Mandese Editore, ISBN 9788853502636
- Diplomazia parallela e politica petrolifera italiana, in M.De Leonardis, Il mediterraneo nella politica estera italiana, pp. 141-160, Bologna, 2007, Il Mulino, ISBN 9788815094872
- La diplomazia italiana e i paesi arabi dell'oriente mediterraneo, Milano, 2008, Franco Angeli, ISBN 9788856804096
- Cooperazione e relazioni internazionali. Milano, 2008, Franco Angeli, ISBN 9788856802740
- Le risorse energetiche dalla stabilità alla crisi petrolifera, in V. Castronovo, Storia della economia mondiale, vol. 10, pp. 455-470, Roma, Bari, Milano, 2009, Gius. Laterza e figli / Il sole 24 ore s.p.a., ISBN 9781827965383
- Storie rimosse. Studi sulla nascita delle imprese pubbliche, Napoli, 2010, Pisanti Editore, ISBN 9788888584225
- Le origini di una grande amicizia: Mattei e Marcora negli anni della Resistenza, in E. Bernardi, Giovanni Marcora, pp. 50-61, Soveria Mannelli, 2010, Rubbettino, ISBN 9788849827590
- Il Ponte sul Mediterraneo, le relazioni fra l'Italia e i Paesi arabi rivieraschi (1989-2009), Roma, 2011, Editrice Apes, ISBN 9788872330661
- L'Italia e le monarchie petrolifere del golfo (1991-2011), Roma, 2012, Editrice Apes srl, doi: 10.978.887233/0890
- La politica araba dell'Italia democristiana. Studi e ricerche sugli anni Cinquanta, Milano, 2013, Franco Angeli Editore, ISBN 9788856845938
- History of an 80-Year-long friendship: Italy-Saudi Arabia 1932-2012, in S. Colombo (a cura di), Italy and Saudi Arabia confronting the challenges of the XXI century, p. 17-37, Roma, 2013, Edizioni Nuova Cultura, ISBN 9788868121518
- Sulla via di Samarcanda. Le relazioni fra l'Italia e le Repubbliche ex sovietiche dell'Asia Centrale, pp. 1-120, Roma, 2014, Bordeaux Edizioni, ISBN 9788897236733
- Una buona politica estera. Italia e Paesi arabi. Studi e ricerche, Roma, 2015, Ed srl, ISBN 9788897236924
- Dieci anni come un secolo: un'ipotesi di lettura critica, in E. Ferragina (a cura di), Rapporto sulle economie del Mediterraneo 2015, p. 19-31, Bologna, Società editrice il Mulino, ISBN 9788815258205
- "The Bastion with clay feet": Italian diplomacy and the Baghdad Pact. in L. Ratti, P. Wulzer (a cura di), Case Studies in International Security, Berna, 2018, Peter Lang, ISBN 9783034326568